# Jørgen Rostrup

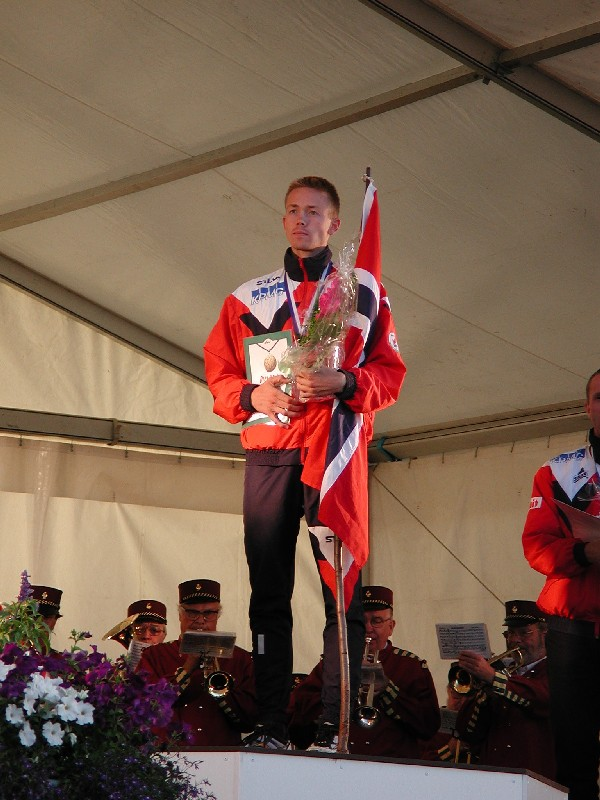
Jørgen Rostrup

Jørgen Rostrup (Kristiansand, 5 november 1978) is een Noorse oriëntatieloper die vier gouden medailles heeft gewonnen bij de Wereldkampioenschappen oriëntatielopen. Club: Kristiansand OK, (eerder IF Øyestad, IK Grane, Bækkelagets SPK en Turun Suunnistajat)
In 1997 werd hij voor het eerst wereldkampioen bij de junioren op de Weyervlakte in Hechtel, België. In 1998 won hij de lange afstand bij de junioren in Frankrijk en won hij brons op de korte afstand. Op het wereldkampioenschap in Inverness, Schotland werd hij jongste wereldkampioen ooit door de korte afstand te winnen op 20-jarige leeftijd. 2001 werd zijn beste jaar ooit. In mei won hij tweemaal goud op de Noordse kampioenschappen. In juni won hij de grote estafette Jukola. En in augustus won hij goud op delange afstand en brons op de korte afstand op het WK in Tampere, Finland. 2002 en 2003 waren enkele kwakkeljaren waar hij kampte met overtraining. In 2004 werd hij oorspronkelijk niet geselecteerd voor het WK in Västerås, Zweden door trainer Anders Gärderud ten voordele van Bernt Bjørnsgaard. Maar landskapitein Harald Thon selecteerde hem alsnog, waardoor hij op de slotdag van het WK, als laatste loper, Noorwegen het estafettegoud bezorgde. In 2005 in Aichi, Japan deed hij dat nog eens over, door de onklopbare Fransman Thierry Gueorgiou in de sprint te verslaan. 
Aan het eind van dat seizoen 2005 heeft hij afscheid genomen van het internationale oriëntatielopen op 27-jarige leeftijd. Rostrup loopt en coacht de Noorse club Kristiansand OK. In 2006 werd hij nog Noors kampioen estafette met zijn club. Hij heeft nog steeds ambities op de Noordse estafettes Tiomila en Jukola.

## Resultaten
Wereldkampioenschap oriëntatielopen
- Gouden medailles (4)
  - 1999 - Korte afstand - Inverness, Schotland
  - 2001 - Lange afstand - Tampere, Finland
  - 2004 - Estafette - Västerås, Zweden
  - 2005 - Estafette - Aichi, Japan

- Bronzen medailles (1)
  - 2001 - Korte afstand - Tampere, Finland